# Mercedes Baptista
Mercedes Ignácia da Silva Krieger, conocida como Mercedes Batista o Mercedes Baptista (Campo dos Goytacazes, 20 de mayo de 1921- Río de Janeiro 19 de agosto de 2014) fue una bailarina y coreógrafa de ballet brasileña, la primera mujer negra en unirse al cuerpo de ballet  del Teatro Municipal de Río de Janeiro.
Baptista fue la responsable de la creación del ballet afrobrasileño, inspirado en el candomblé terreiros, elaborando una codificación y vocabulario propios de estos bailes.
Su Ballet Folclórico Mercedes Baptista fue responsable de la consolidación de la danza moderna en Brasil. Según la investigadora Mariana Monteiro, de la Universidade Estadual Paulista:

Mercedes estructuró una clase de danza afro, con barra, centro y diagonal. Creó una gramática corporal específica, a partir de la observación del candomblé y de las danzas folclóricas y terminó siendo de enorme importancia para la superación de los bailarines...

## Biografía

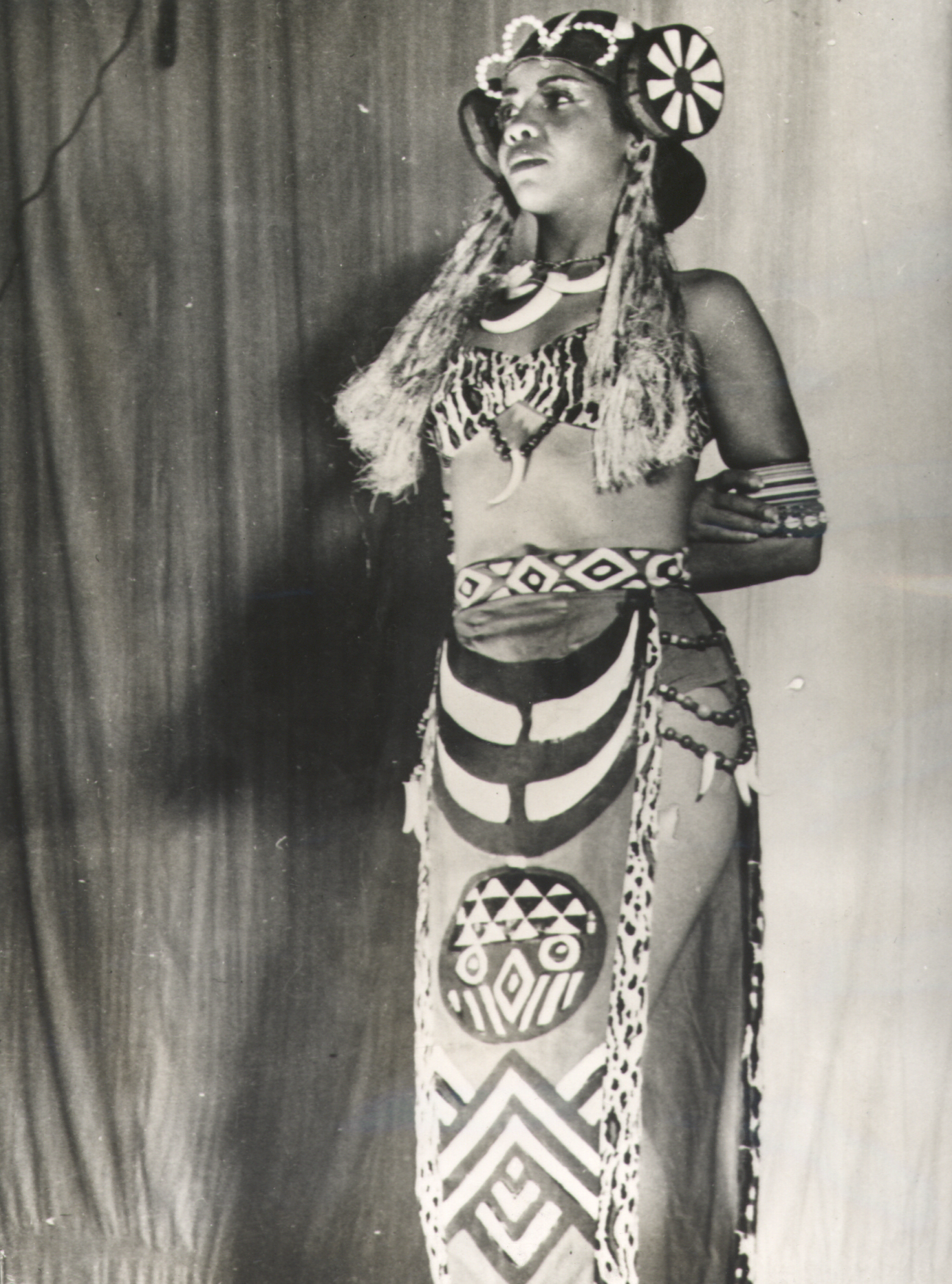
Mercedes Baptista en su Ballet Folclórico, hacia 1950. Archivo Nacional.

Mercedes Batista nació en Campos dos Goytacazes . De origen humilde, se mudó a Río de Janeiro, donde tuvo varios trabajos (entre los cuales, trabajó como sirvienta, como obrera en una fábrica de sombreros y en una imprenta), pero fue como taquillera en un cine lo que despertó el sueño de trabajar en las artes. Asistió a una escuela municipal en el barrio de Tijuca, Colégio Municipal Homem de Mello.
Inició sus estudios de ballet (en 1945) con el bailarín Eros Volúsia, entonces profesor del Serviço Nacional de Teatro (Servicio Nacional de Teatro). Completó su formación en la Escuela Municipal de Danza Theatro (ahora Escuela Estatal de Danza Maria Olenewa) con la maestra rusobrasileña Maria Olenewa y Yuco Linderberg en la década de 1940. El 18 de marzo de 1948, en una difícil prueba de selección, fue aprobada para incorporarse a la compañía del Teatro Municipal, siendo, junto a Raúl Soares, las primeras personas negras en ingresar.
A pesar de ello, sufrió constante discriminación, al punto de no poder trabajar; en una entrevista de 1981 afirmó: “ Madeleine Rosay, Vaslav Veltchek, Edy Vasconcelos y Nina Verchinina me dieron buenas oportunidades de carrera, sin mirar mi color. Los problemas vinieron después de eso. Me excluyeron de todo y aunque me pusiera un felpudo cubriéndome la cara, no me dejaban pisar el escenario. Solo una vez crucé el escenario, y aún en segundo plano". Ella buscó sortear la situación, como dijo en otra ocasión: “Todo siempre fue muy difícil, pero ¿quién iba a asumir o dejar claro que parte de mis dificultades era porque yo no era blanca? Nunca me dirían esto, o dirían que el problema era racial, pero yo sabía que lo era, y por eso siempre luché cada vez para tratar de perfeccionarme". Luego ingresó al Teatro Experimental do Negro como bailarina, luego como colaboradora y finalmente como coreógrafa.

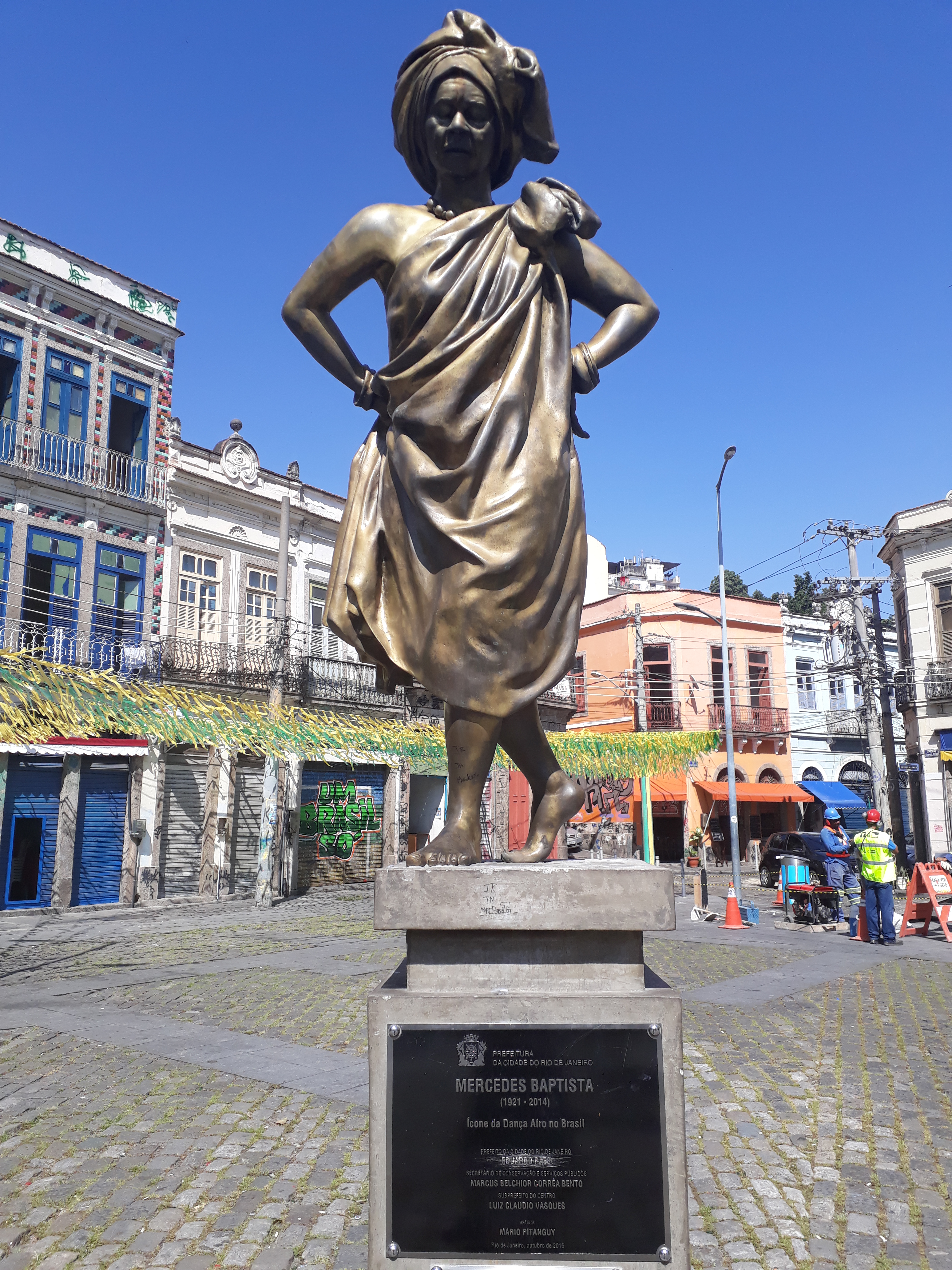
Escultura de Mercedes Baptista en Río de Janeiro, por M. Pitanguy.

Invitada por la coreógrafa y antropóloga Katherine Dunham, creadora de la primera compañía de danza moderna totalmente afroamericana en los Estados Unidos, Baptista viajó a ese país donde tomó clases de danza moderna y participó del movimiento por los derechos civiles.
De regreso a Brasil, fundó el Ballet Folclórico Mercedes Baptista, dedicado a la formación de bailarines negros, quienes investigaron e incorporaron la cultura afrobrasileña en sus obras y movimientos, ganando protagonismo en la escena artística y realizando giras por Europa y América Latina.
En 1963 elaboró la coreografía de la escuela de samba Acadêmicos do Salgueiro, y fue pionera en su comissão de frente elementos de la danza clásica.” 

## Fallecimiento
Aquejada de diabetes y problemas cardíacos, Mercedes murió a los 93 años en la residencia de ancianos donde vivía en el barrio de Copacabana, y su cuerpo fue incinerado en el Memorial do Carmo.

## Homenajes
Baptista fue homenajeada por las escuelas de samba de Río Acadêmicos do Cubango, en 2008, y Unidos de Vila Isabel, en 2009.
Fue objeto de un documental en 2007, Balé de Pé no Chão - A dança afro de Mercedes Baptista, dirigido por Lílian Sola Santiago y Marianna Monteiro.
En 2016 se erigió una escultura de ella en la zona portuaria de Río, esculpida por Mario Pitanguy.